# Ilimanaq
Ilimanaq (En danés: Claushavn) es un asentamiento en la municipalidad de Qaasuitsup, Groenlandia. Se localiza aproximadamente en la orilla sudoriental de la bahía de Disko, en la desembocadura del fiordo de Ilulissat. Su población en 2008 es de 85 habitantes. Su localización aproximada es 69°05′N 51°07′O / 69.083, -51.117. Este asentamiento fue fundado hacia 1741.